# Podu Jijiei, Iași
Podu Jijiei este un sat în comuna Golăiești din județul Iași, Moldova, România.